# Michele Di Simone
Michele Di Simone CP (* 9. April 1929 in Isola del Gran Sasso d’Italia, Provinz Teramo; † 18. August 2017 in Teramo) war ein italienischer römisch-katholischer Ordensgeistlicher und Apostolischer Präfekt von Sekadau.

## Leben
Michele Di Simone trat der Ordensgemeinschaft der Passionisten bei und legte am 15. September 1947 die Profess ab. Am 9. Mai 1954 empfing er in der Basilika Santi Giovanni e Paolo in Rom das Sakrament der Priesterweihe. Papst Paul VI. bestellte ihn am 31. Juli 1968 zum ersten Apostolischen Präfekten von Sekadau. Die Amtseinführung erfolgte am 1. Dezember desselben Jahres.
1972 trat Di Simone als Apostolischer Präfekt von Sekadau zurück. Er starb im August 2017 im Ospedale „Giuseppe Mazzini“ in Teramo.